# Universidade Nacional de Córdoba
A Universidade Nacional de Córdoba (UNC) é uma das maiores Universidades da Argentina. Tem sede na cidade de Córdoba. É a mais antiga do país e a quarta fundada na América. Tem sido durante todo o século XX, e é na atualidade, depois da Universidade de Buenos Aires, a segunda em quantidade de faculdades, docentes e alunos de todo o país. A alcunha La Docta que tem Córdoba se deve a que durante mais de dois séculos foi a única Universidade do país.
Financeiramente depende do Estado nacional, mas como toda universidade nacional argentina, é autônoma. Esta autonomia implica que tem poder para administrar seu orçamento, eleger suas autoridades e ditar suas próprias normas (em concordância com a ordem nacional). 
Mesmo que sua admissão seja irrestrita, na maior parte dos cursos o aluno deve ser aprovado obrigatoriamente em uma etapa prévia de nivelamento. No curso de medicina, por sua vez, existe um exame de admissão eliminatório.
Seu ensino é livre, gratuito e laico. Em algumas faculdades é obrigatório o pagamento de uma contribuição quadrimestral, destinada à manutenção predial.

## Cidade Universitária
A Cidade Universitária de Córdoba é um prédio de importante extensão que se encontra próximo ao centro histórico da cidade. Conta com um total de 23 edifícios onde se localizam as sedes da Reitoria e da maior parte das Faculdades que integram a Universidade. Ali se desenvolvem as aulas das classes de graduação e pós-graduação, tarefas de investigação científica e distintas atividades culturais.
Um dos edifícios principais é o "Pavilhão Argentina", uma imponente construção que data de meados da década de 1950, no qual está localizado a Reitoria e importantes Secretarias Reitorais.

## Faculdades
- Faculdade de Arquitetura, Urbanismo e Desenho.
- Faculdade de Ciências Agropecuárias.
- Faculdade de Ciências Econômicas.
- Faculdade de Ciências Exatas, Físicas e Naturais.
- Faculdade de Ciências Médicas.
- Faculdade de Ciências Químicas.
- Faculdade de Direito e Ciências Sociais.
- Faculdade de Filosofia s Humanidades.
- Faculdade de Línguas.
- Faculdade de Matemática, Astronomia e Física.
- Faculdade de Odontologia.
- Faculdade de Psicologia.